# Gyula Lóránt
Gyula Lóránt (nacido Gyula Lipovics; Kőszeg, Hungría, 6 de febrero de 1923-Salónica, 31 de mayo de 1981) fue un futbolista internacional y entrenador húngaro. Jugó como defensa y mediocampista en equipos como el UTA Arad, Vasas SC y Honvéd.
Durante la década de 1950 fue un destacado miembro del legendario equipo nacional húngaro conocido como los Magiares Poderosos, con quienes fue subcampeón del mundo en 1954 junto a Ferenc Puskás, Zoltán Czibor, Sándor Kocsis, József Bozsik y Nándor Hidegkuti, entre otros.

## Carrera profesional

### Jugador
Gyula Lóránt comenzó su carrera como juvenil en su club natal, el Kõszeg SE. Debutó con el Szombathely FC en 1942, y posteriormente fichó por el Nagyváradi AC y UTA Arad en Rumania, con quienes se proclamó campeón de Rumania en 1944 y 1947 respectivamente. En ese mismo año fichó por el Vasas SC de Budapest, donde jugaba Ladislao Kubala. Sin embargo, en enero de 1949, Hungría se convirtió en un estado comunista, Kubala huyó del país en la parte trasera de un camión y formó su propio equipo, el Hungaria, para jugar amistosos de exhibición. El equipo estaba formado por otros refugiados que huían de Europa del Este. Lóránt también intentó escapar y seguir Kubala, pero fue capturado y terminó en un campo de detención.
Lóránt fue puesto en libertad tras la intervención de Gusztáv Sebes, seleccionador del equipo nacional, quien lo consideraba fundamental para sus planes. Lóránt debutó con Hungría el 19 de octubre de 1949 en un partido de visitante contra Austria. Sebes garantizó personalmente al ministro del Interior del país y, futuro primer ministro, János Kádár, que Lóránt no se daría a la fuga, mientras que en Viena. Kádár estuvo de acuerdo y Lóránt respondió con una soberbia actuación como Hungría al ganar 4-3. Posteriormente, se unió al Honvéd donde juntó con seis de sus colegas internacionales y ayudó al equipo a ganar tres títulos de la Liga húngara.

### Entrenador
Después de retirarse como jugador en 1957, Lóránt se convirtió en entrenador. En 1962 firmó con el Honvéd y un año más tarde por el Debreceni VSC. Desarrolló la mayor parte de su carrera como técnico en el fútbol alemán al dirigir a equipos como el 1. FC Kaiserslautern, Eintracht Frankfurt, FC Schalke 04 y F. C. Bayern Múnich. Entrenó en dos etapas diferentes al PAOK FC griego, al que hizo campeón en 1976. El 31 de mayo de 1981 sufrió un ataque al corazón durante un partido entre el PAOK y el Olympiacos CFP y murió en el terreno de juego, a la edad de 58 años.

## Selección nacional
Como uno de los legendarios Magiares Poderosos, Lóránt ayudó a Hungría a ser campeones olímpicos en 1952, Campeones de Europa Central en 1953, derrotó a Inglaterra en dos históricas ocasiones y llegó a la final de la Copa Mundial de 1954, donde perdió con Alemania.

## Palmarés
Jugador
Hungría
- Campeón Olímpico: 1
- * 1952
- Campeón de Europa Central: 1
- * 1953
- Copa Mundial de Fútbol
- * Subcampeón: 1954

Nagyváradi AC
- Liga rumana: 1
- * 1944

UTA Arad
- Liga rumana: 1
- * 1947

Honvéd
- Liga húngara: 3
- * 1952, 1954, 1955

Entrenador
PAOK FC
- Liga griega: 1
- * 1976